# Jequitinhonha
Jequitinhonha es un municipio brasileño del estado de Minas Gerais, perteneciente a la microrregión de Almenara. Su población estimada en 2017 era de 25.560 habitantes.